# 로터스 에바이야
로터스 에바이야(영어: Lotus Evija)는 로터스 자동차에서 2019년부터 생산 중인 전기 스포츠카이고 총 130대를 생산하였다.
프로토타입 모델은 2019년 11월에 고속 테스트를 거쳤으며영상은 2019년 11월 21일 광저우 오토쇼에서 그날 후반에 데뷔하기 전에 공개되었다.

## 사양
윌리엄스 고급 엔지니어링과 함께 개발된 70kWh 배터리 팩과 인테그럴 파워트레인에서 제공하는 전기 모터로 구동된다.4개의 개별 모터가 바퀴에 배치되어 있으며 각각의 정격은 368kW (500PS, 493hp)이며 총 출력은 1,470 kW (2,000 PS; 1,970 hp) 및 1,700 N·m (1,254 lb·ft))이다.
로터스 자동차는 에바이야가 3초 이내에 0에서 299 km/h (186 mph)까지 가속할 수 있으며, 속도는 320 km/h (200 mph)이다.

## 비디오 게임에서의 등장
- 리얼 레이싱 3
- 아스팔트 8: 에어본
- 아스팔트 9: 레전드
- 포르자 호라이즌 5
- 프로젝트 카스 3
- CSR 레이싱 2

## 갤러리

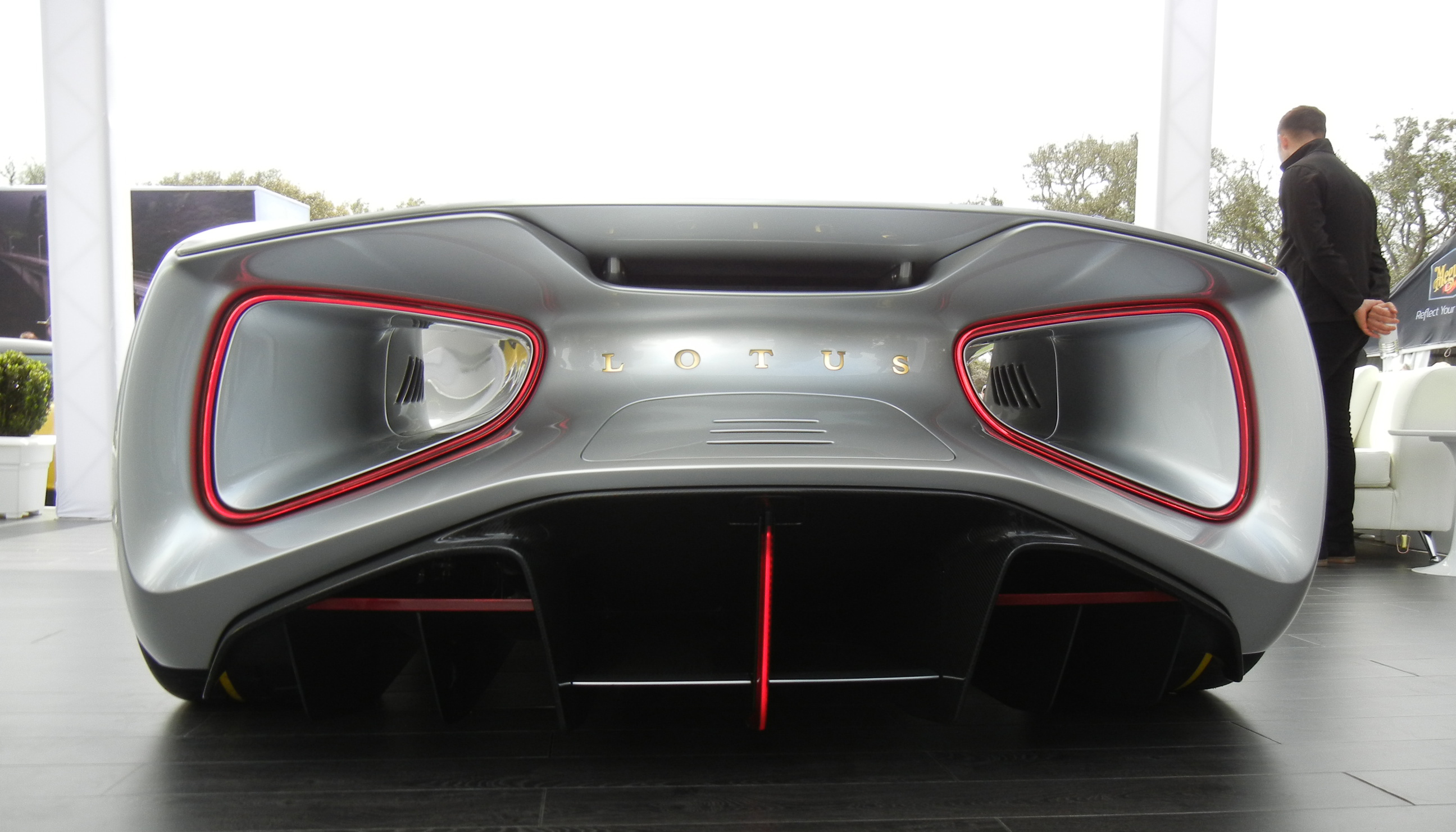
후방
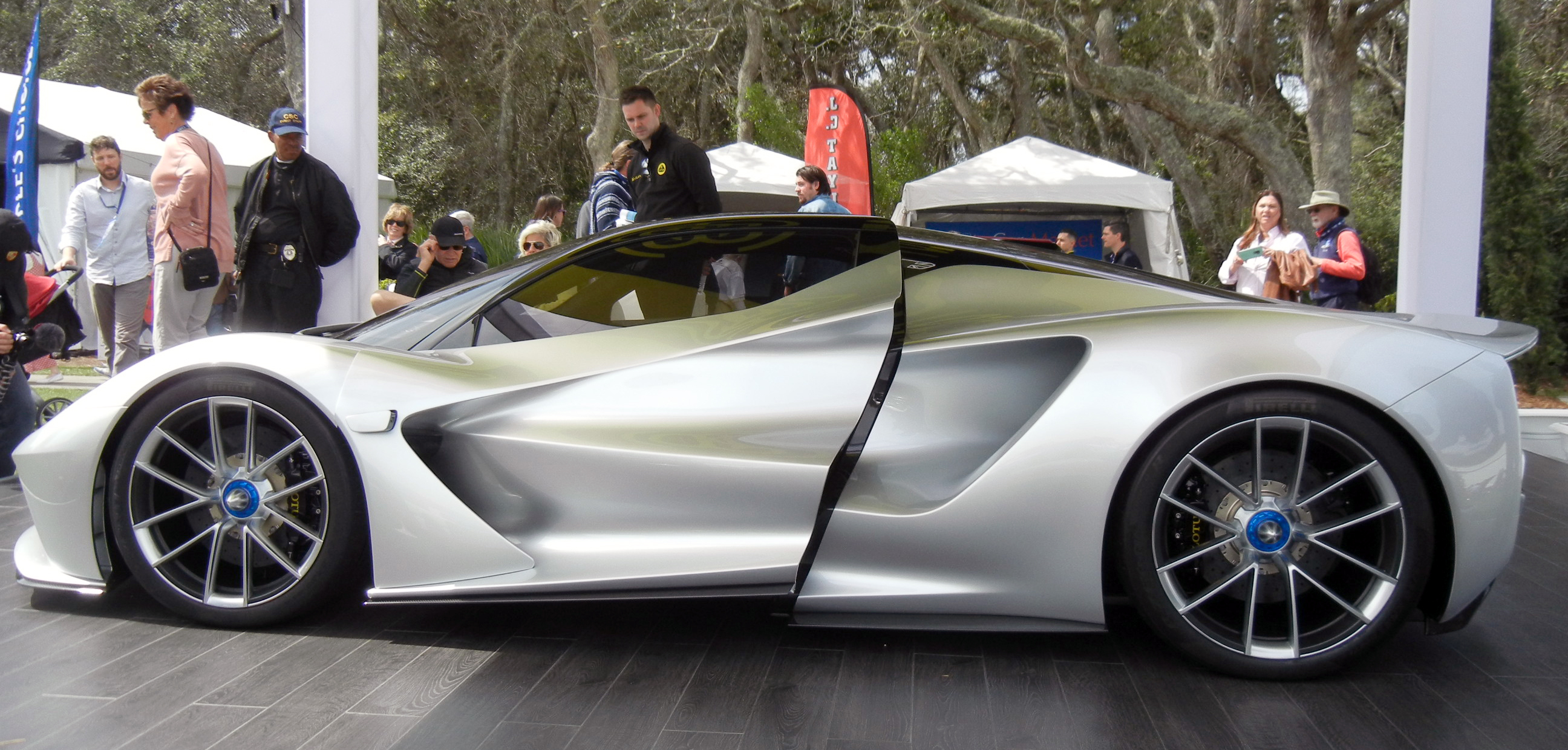
사이드
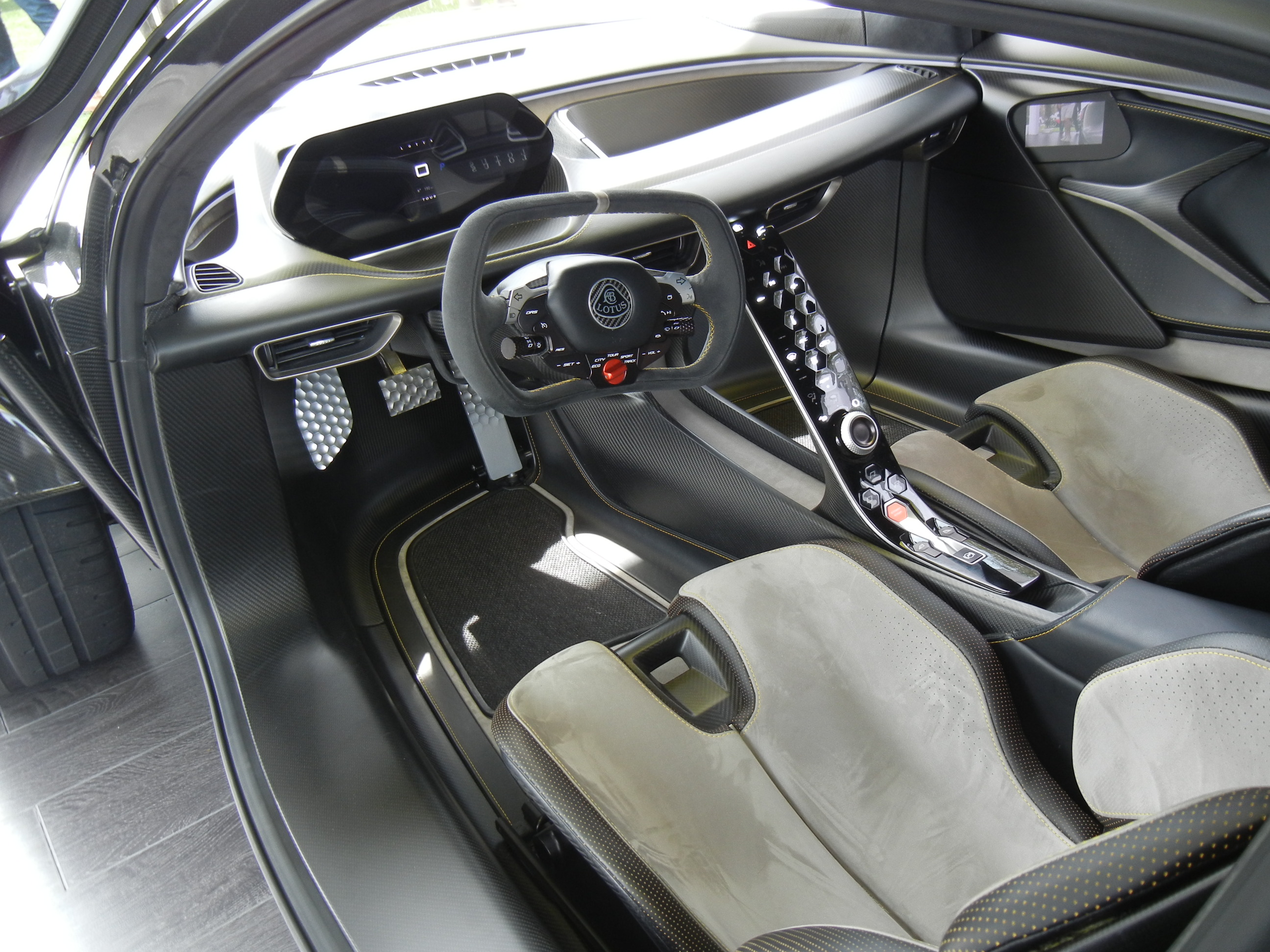
내부